# San Demetrio Corone
San Demetrio Corone (albanès Shën Mitri) és un municipi italià, dins de la província de Cosenza. L'any 2006 tenia 3.748 habitants. És un dels municipis on viu la comunitat arbëreshë. Limita amb els municipis d'Acri, Corigliano Calabro, San Cosmo Albanese, Vaccarizzo Albanese, Santa Sofia d'Epiro, Tarsia i Terranova da Sibari.

## Administració
| Període | Identitat       | Partit         |
| ------- | --------------- | -------------- |
| 2006-   | Antonio Sposato | Centreesquerra |